# Kolima (rijeka)
Rijeka Kolima (rus. Колыма́) rijeka je u sjeveroistočnom Sibiru.
U njezinom porječju se nalaze dijelovi ruske republike Jakutske, Čukotskog autonomnog okruga i Magadanske oblasti.
Kolima je smrznuta do dubine od nekoliko metara 250 dana svake godine. Ledenog pokrova se oslobađa tek početkom lipnja i ostaje takvom do listopada.
Ova rijeka je poznata i po zloglasnim gulazima, prisilnim radnim logorima i rudnicima zlata. Oba su opširno dokumentirana otkad su se pismohrane iz Staljinova doba otvorile za javnost.

## Vanjske poveznice
|  | Zajednički poslužitelj ima još gradiva o temi Kolima (rijeka) |